# Konttijärvi (sjö, lat 66,13, long 25,97)
Konttijärvi är en sjö i Finland. Den ligger i kommunen Tervola i landskapet Lappland, i den norra delen av landet, 700 km norr om huvudstaden Helsingfors. Konttijärvi ligger 141,3 meter över havet. Arean är 85,8 hektar och strandlinjen är 6,68 kilometer lång. Sjön  ingår i Kemi älvs huvudavrinningsområde.   
I övrigt finns följande i Konttijärvi:
- Raatosaari (en ö)